# Jodie Guilliams
Jodie Guilliams, född 26 april 1997 i Hasselt, är en belgisk volleybollspelare (spiker). Hon avslutade sin spelarkarriär 2024.
Guilliams spelade som barn med Landen SV, och från 2010 med Lizards Lubbeek. Hon gick på volleybollgymnasium i Vilvoorde. Hon debuterade som senior med VC Oudegem 2014 och spelade med dem i CEV Challenge Cup. Efter tre säsonger lämnade hon klubben för Asterix Avo Beveren, med vilka hon vann både belgiska mästerskapet och belgiska cupen. Hon gick över till den tyska klubben Ladies in Black Aachen 2018. Efter ett år med klubben gick hon 2019 över till Rote Raben Vilsbiburg. Hon stannade med dem i tre år innan hon 2022 gick över till 1. VC Wiesbaden. 2023 gick Guilliams till VDK Gent Dames.
Jodie Guilliams spelade med juniorlandslaget i det europeiska kvalet till VM 2013. Hon deltog i Junioreuropamästerskapet i volleyboll för damer 2014. Hon debuterade i seniorlandslaget 2017 under FIVB World Grand Prix och var en del av laget vid FIVB Nations League 2018 och 2019.